# Palais Ishak Pacha
Le palais İshak Paşa ou palais Ishak Pacha (en turc : İshak Paşa Sarayı ; en kurde : Koşka Îshaq Paşa) est un palais du XVIIe siècle situé en Turquie, du même type que celui de Topkapı ou d’Edirne. Partiellement ruiné et abandonné, il se trouve sur l'ancienne route de la soie, à une trentaine de kilomètres de la frontière iranienne, dans un endroit semi-désertique de la province d’Ağrı et à quelques kilomètres à l’est de Doğubayazıt, ville proche du mont Ararat.

## Architecture
Son architecture témoigne des influences arménienne, perse, géorgienne, seldjoukides et ottomane.
Il possédait un caravansérail pour les marchands de passage et un total de 366 pièces dont 24 réservées au harem, ainsi qu'un chauffage central.

## Histoire
Ce palais date de la période ottomane et sa construction par Çolak Abdi Paşa, le  bey de la province de Beyazıt, débuta en 1685, pour se terminer un siècle plus tard, vers 1784, avec son petit-fils Ishak Paşa, lui-même gouverneur de la province. Sis sur le haut d’une colline rehaussée, il se présente comme une large enceinte argileuse jaune et ocre, se renfermant sur divers bâtiments qui s’alignent autour d’une vaste cour en forme de fer à cheval : une mosquée (son dôme et son minaret dominant l’ensemble architectural), harem, cuisines, bains (hammam), salles de jeux (selamlik), salle de cérémonie, etc. Les différents ornements sculptés s’apparentent à l’art persan et à l’art seldjoukide.
Le site a été proposé en 2000 pour une inscription au patrimoine mondial et figure sur la « liste indicative » de l’UNESCO dans la catégorie patrimoine culturel.

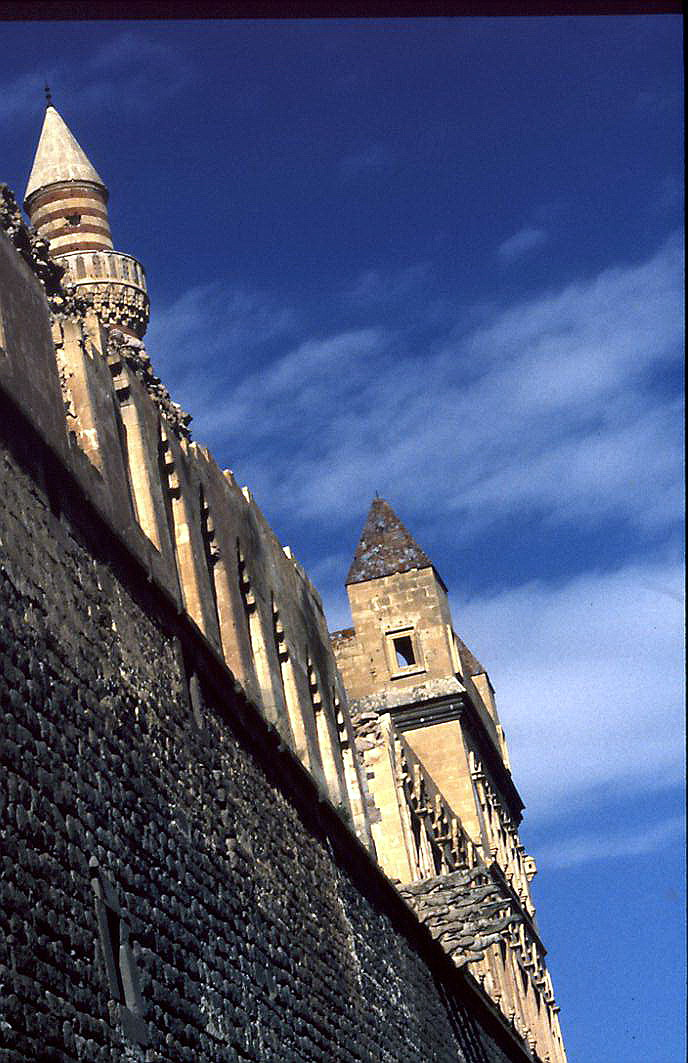
Détail de la muraille.
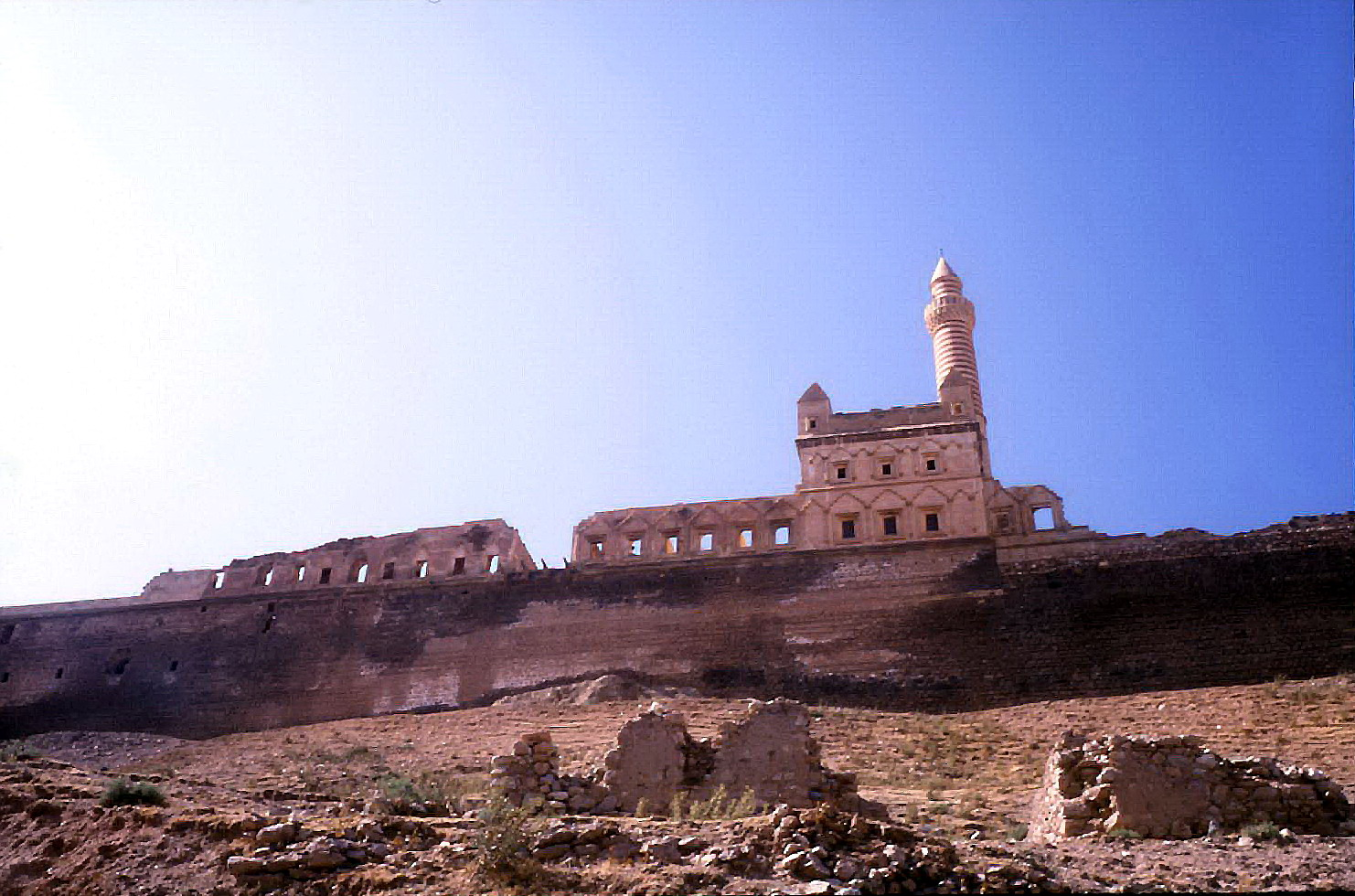
Vue orientale sur le mur d'enceinte.
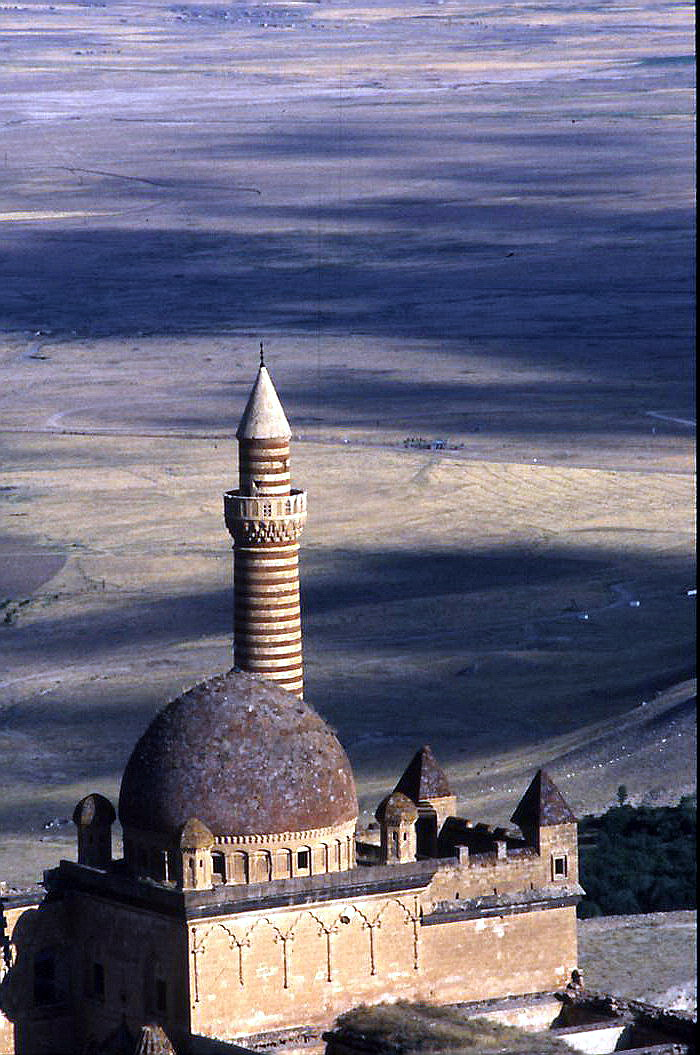
Vue sur la mosquée.
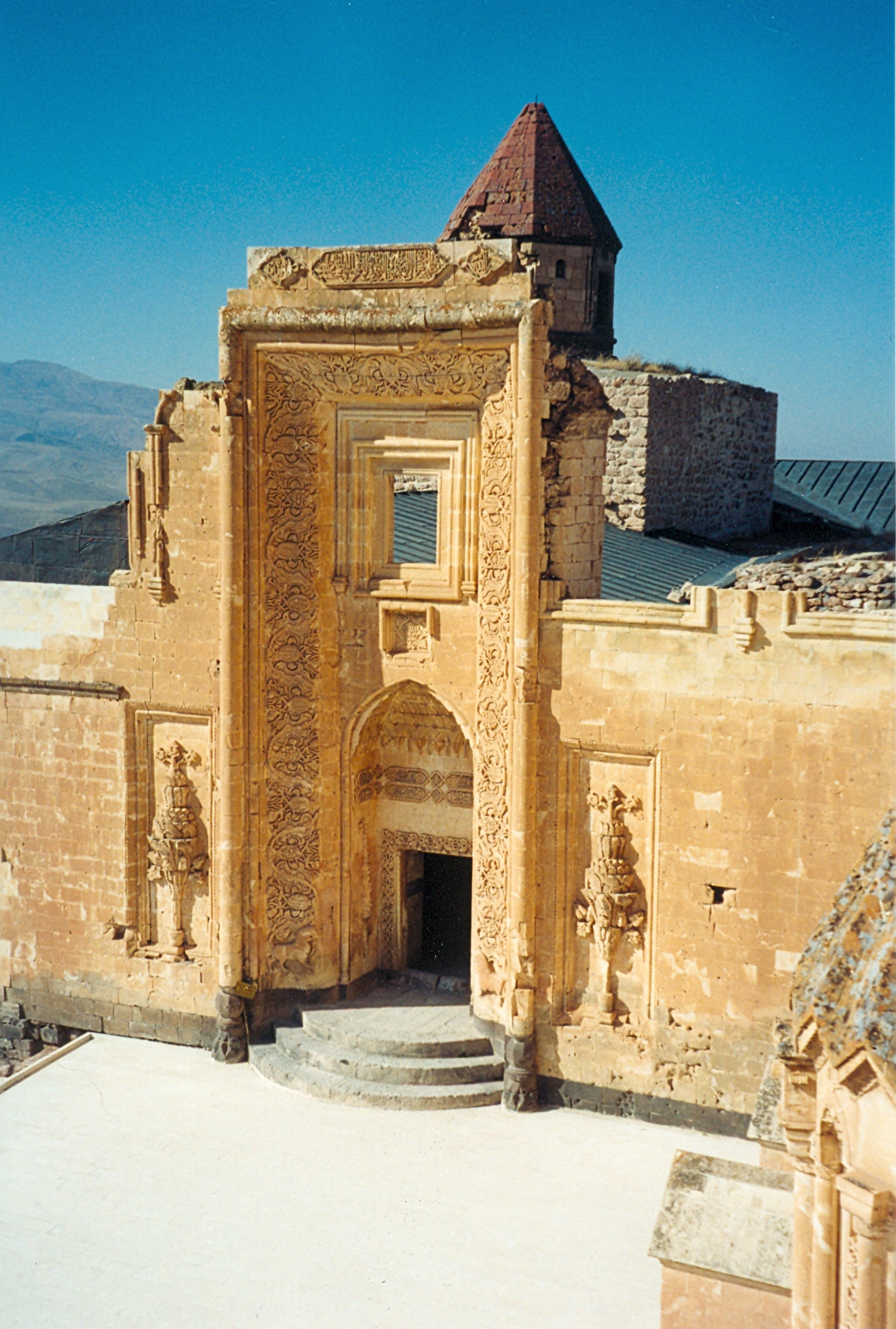
Cour intérieure.
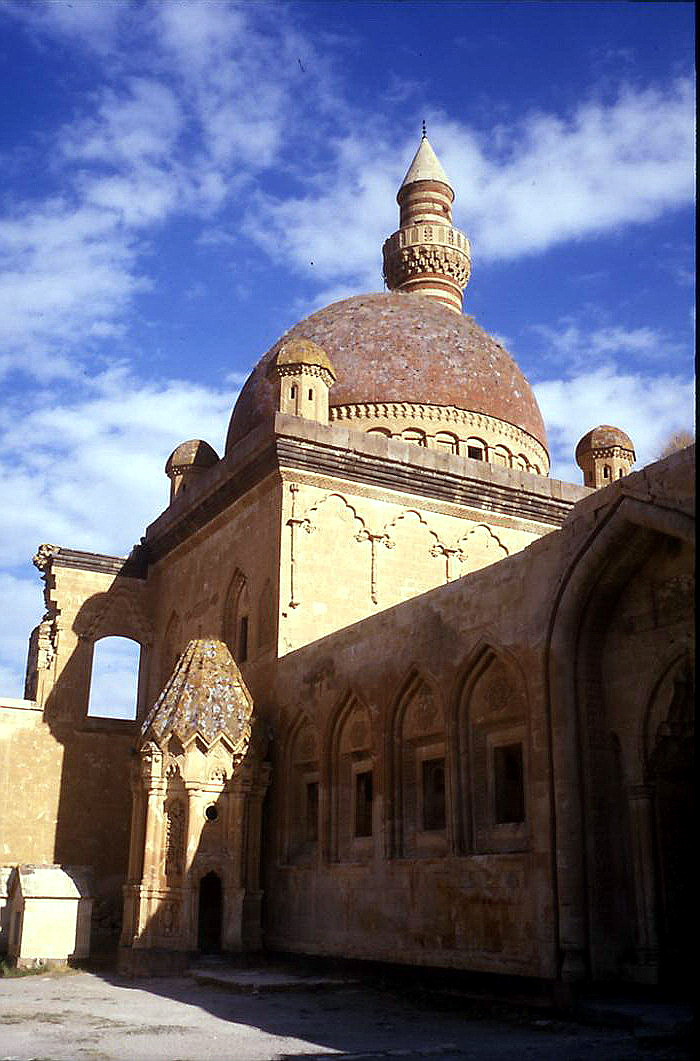
La mosquée vue de la cour.
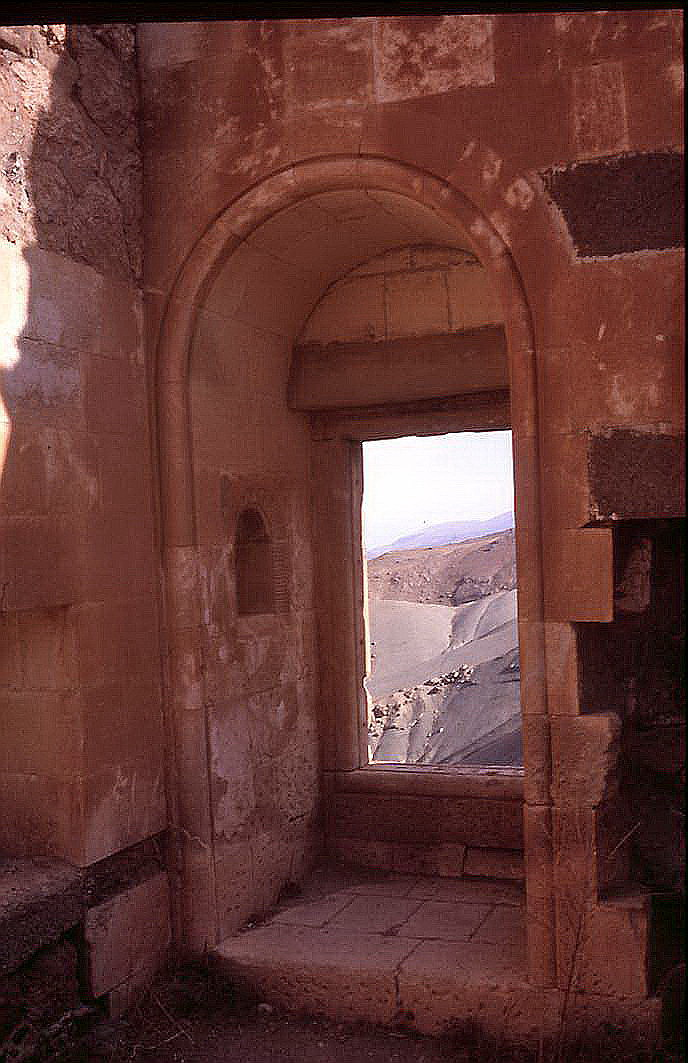
Fenêtre.
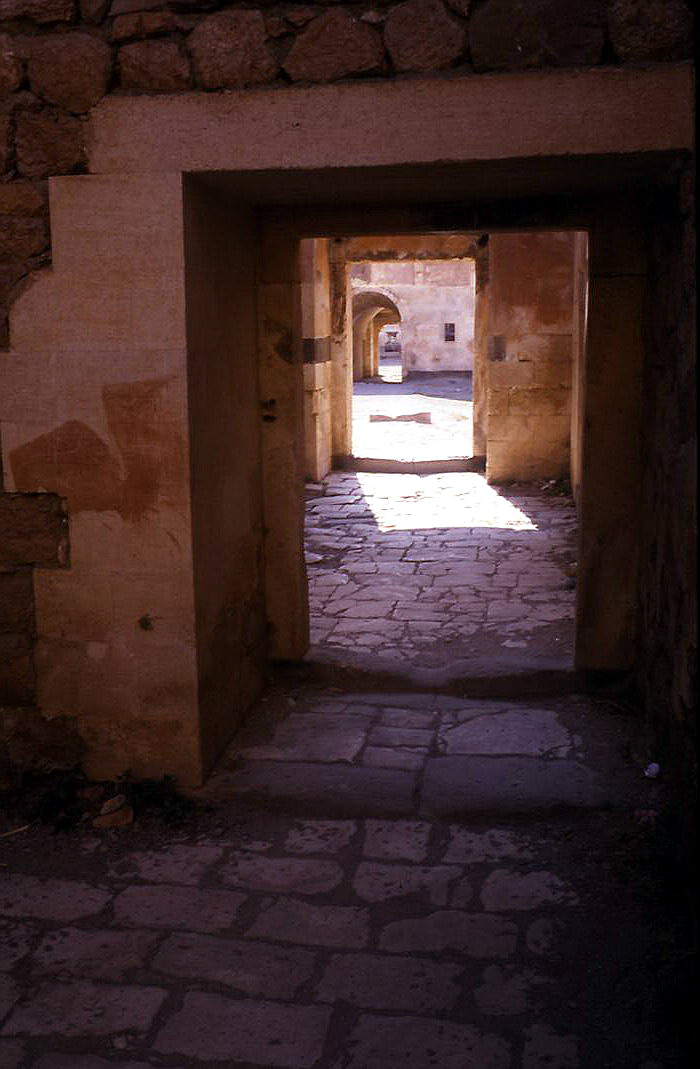
Couloir intérieur.
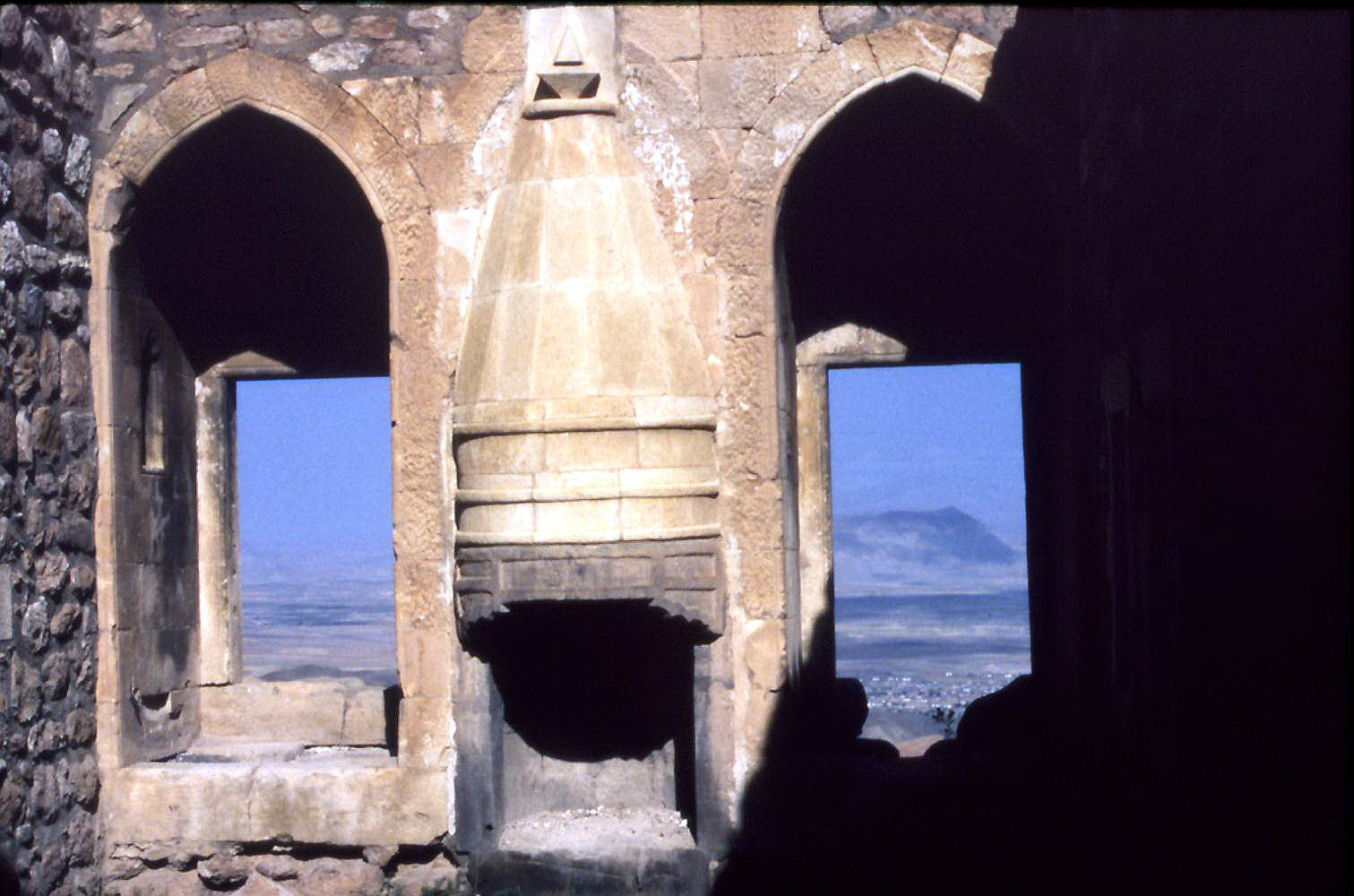
Vue intérieure.

### Source
- Calendrier Géo Monde, Play Bac, 2005  (ISBN 2-84203-406-6), page du 19 octobre.